# Der chinesische Götze
Der chinesische Götze ist ein deutscher Mystery-Kriminalfilm von Richard Oswald aus dem Jahre 1916 mit Werner Krauß und Reinhold Schünzel in den Hauptrollen.

## Handlung
Der China-Reisende Dick Gröbner befindet sich gerade auf dem Weg zu seinem Freund, dem Millionär Franz Mollheim, als er von dem Privatdetektiv Ralph Robin angesprochen wird. Gröbner nimmt Robin in seinem Auto mit. Bei Mollheim angekommen, wird nicht nur Gröbner, sondern auch der Privatdetektiv herzlich willkommen geheißen. Gröbner hat für Mollheim aus China etwas mitgebracht, das dieser sehnsüchtig erwartet hatte: Es handelt sich dabei um eine kleine chinesische Götzenstatue, die Mollheim einst in China selbst entdeckt hatte, dem Besitzer, einem Priester, aber nicht abzukaufen vermochte. Gröbner tat dem leidenschaftlichen Sammler von Chinoiserien diesen Freundschaftsdienst, der jedoch nur durch einen Diebstahl möglich wurde, verlangt dafür aber auch etwas: Die Hand von Mollheims Tochter Else sowie als Draufgabe eine saftige Mitgift. Else Mollheim ist mit diesem schmutzigen Deal ihres Vaters überhaupt nicht einverstanden und vertraut sich in ihrer Angst, die nächste Frau Gröbner werden zu müssen, dem Privatdetektiv Robin an. Der Schnüffler verspricht ihr zu helfen. Zwischen Mollheim und seinem Lieferant kommt es überraschenderweise zu einem Zwist, denn plötzlich will Mollheim nicht mehr die erhöhte Mitgift auszahlen, woraufhin Gröbner wiederum nicht länger bereit ist, dem Sammler die Götzenstatue zu überlassen.
In dieser allgemein angespannten Gemengelage begeben sich alle Beteiligten im Hause Mollheim zur Nachtruhe. Mitten in der Nacht ertönt ein gellender Schrei. Der Privatermittler springt als erstes auf, die anderen folgen. Nur Dick Gröbner bleibt verschwunden. Man begibt sich zu dessen Zimmer, das jedoch von innen verschlossen ist. Als man die Tür aufbricht, sieht man den Mann mit blutender Kopfwunde tot auf dem Boden liegen. Die kleine Götzenstatue ist verschwunden. Ebenfalls fort ist der chinesische Diener Wu, den man aber nach langem Suchen im hauseigenen Keller entdeckt. Als die Polizei eintrifft, beginnt der beauftragte Kriminalraten Osten mit seinen Ermittlungen. Rasch führt die erste Spur zu Else. Sie hatte den Toten kurz vor dessen gewaltsamen Ableben in seinem Schlafgemach besucht, um ihn zu bitten, auf ihre Hand zu verzichten. Dabei hat sie ein mit ihrem Monogramm besticktes Taschentuch vor Ort liegengelassen. Auch ein weiblicher Fußabdruck, der gleichfalls auf die Tochter des Hauses hinweist, wird entdeckt. Else gesteht diesen Besuch, bestreitet aber, die Täterin zu sein. Als sie bei einer kleinen Lüge ertappt wird, erscheint Else in einem neuen, für sie ungünstigen Licht. Robin, der ein emotionales Interesse an der jungen Frau entwickelt, plant dem Fall nachzugehen, um ihre Unschuld zu beweisen.
Als er gerade seinen Koffer packt, sieht Robin, wie sich der chinesische Diener in Gröbners Zimmer schleicht und dort etwas zu suchen scheint. Wu erschreckt sich darüber sehr. Ein seltsamer Duft durchströmt den Raum, den Robin bereits bei Elses Taschentuch ausgemacht hatte. Am Waschtick findet Robin die Quelle dafür: eine Seife. Er steckt diese ein. Als Robin das Herrenhaus verlassen will, stürzt sich Wu auf ihn, und versucht, dem Detektiv die Reisetasche zu entreißen Osten kommt hinzu und lässt den chinesischen Diener verhaften. Kurz darauf erhielt Robin einen Brief, in dem er aufgefordert wird, sich in die Altstraße Nr. 24 zu begeben. Bei dieser Adresse befindet sich lediglich ein altes, halb verfallenes Haus. Kaum hat er das spukhafte Anwesen betreten, wird Robin überwältigt und in einen chinesischen Tempel, der im zerfallenden Gemäuer versteckt liegt, verbracht, wo bereits auch Kriminalrat Osten auf ihn wartet. Auch er wurde mit einem Schreiben an diesen Ort gelockt. Ein Chinese bringt die Reisetasche Robins und entnimmt dieser die große Seife. Man schneidet sie durch und plötzlich taucht dort in einem Hohlraum die verschwundene, kleine Götzenstatue auf. Osten und Robin werden betäubt und erwachen am nächsten Morgen in einem Hof, ohne zu wissen, wie sie dorthin gekommen sind.
Beide Männer beginnen sich allmählich an die merkwürdigen Vorgänge des Vortages zu erinnern und machen sich nun rasch auf die Suche nach dem halb verfallenen Haus. Als sie dieses entdecken und betreten, ist der in ihm liegende Tempel leergeräumt. Gemeinsam begeben sich Osten und Robin zurück auf das Anwesen Mollheims. In Osten wächst zwischenzeitlich der Verdacht, dass Ralph Robin etwas mit dem Mord zu tun haben könnte, denn die Seife mit dem Götzen wurde ja in seiner Tasche gefunden. Als Osten sich mit Hausherr Mollheim unterhält, erscheint Diener Wu und überbringt einen Brief Elses. Darin teilt diese mit, dass sie zu Robin fahren werde und dieser rein gar nichts mit den kriminellen Vorgängen zu tun habe. Der Kriminalrat nimmt nun an, dass Else und Robin unter einer Decke stecken und gemeinschaftlich am Tode Gröbners Schuld tragen. Vor Gericht werden die Zusammenhänge geklärt: Else sagt aus, dass sie ihren Vater vor dem Zimmerfenster Gröbners gesehen habe. Dieser weist alle Schuld von sich und behauptet, jemand müsse sich wie er verkleidet haben. Diener Wu gesteht nach einem scharfen Verhör, er habe die Nachricht erhalten, dass der bestohlene chinesische Priester nach Europa gekommen sei, um sich den gestohlenen Götzen zurückzuholen. Wu sah die Figur, verkleidete sich als Mollheim und wollte die Figur kurzerhand rauben. Sie war jedoch nirgends zu finden, da sie bereits in der Seife, die kurz darauf Robin an sich nahm, versteckt war. Daraufhin benachrichtigte Wu seine chinesischen Mitstreiter vor Ort, die Osten und Robin kidnappten. Gröbner bezahlte den Diebstahl mit seinem Leben.

## Produktionsnotizen
Der chinesische Götze, auch geführt mit dem Untertitel Das unheimliche Haus, 3. Teil, entstand im Herbst 1916 und passierte die Zensur im November desselben Jahres. Die Uraufführung des Vierakters mit einer Länge von 1445 Metern erfolgte bereits zuvor, am 27. Oktober 1916. Die Wiener Premiere fand am 10. August 1917 statt.
Manfred Noa entwarf die Filmbauten, die von Alfred Dahlheim ausgeführt wurden. Hauptdarstellerin Käte Oswald war die Ehefrau des Regisseurs.

## Kritik
In Wiens Neue Kino-Rundschau heißt es: „Die spannende, zuweilen unheimliche Handlung führt zu einem ganz unerwarteten, überraschenden Schluß und interessiert ununterbrochen. Prächtige Ausstattung und gute Wahl der Darsteller zeichnen auch diesen Oswaldfilm aus.“